# Дмитриев, Иван Николаевич (адмирал)
Иван Николаевич Дмитриев (13 апреля 1877, Санкт-Петербург, Российская империя — 28 сентября 1948, Баку, Советский Союз), по другим данным 1878 — 1947 — советский военно-морской деятель, начальник Управления морской авиации и воздухоплавания, контр-адмирал (04.06.1940).

## Биография
На воинской службе находился с 1893. Окончил Морской кадетский корпус в 1896.
В службе на Дальнем Востоке с 1896, где участвует в гидрографических работах. В 1898 году зачислен в штат офицером 2-го разряда. Находился в заграничных плаваниях на транспорте «Якут» (1898), на мореходной канонерской лодке «Кореец» (1898—1900), на мореходной канонерской лодке «Манчжур» (1900—1901). В 1901—1902 нёс службу на эскадренном броненосце «Севастополь».
1 января 1901 года был присвоен чин лейтенанта флота, а в 1902 — штурманского офицера 1-го разряда. В 1904 году был зачислен в 6-й флотский экипаж. На борту транспорта «Анадырь» Дмитриев участвует в Цусимском походе и Цусимском морском сражении. В 1906—1907 участвует в исследованиях Северного Ледовитого океана на борту посыльного судна «Бакан».
Назначен старшим офицером крейсера «Адмирал Макаров» (с октября 1908 по апрель 1909), а позже флагманским штурманским офицером штаба начальника Балтийского отряда (с 20 мая 1909). Успешно окончил учебно-воздухоплавательный парк Военного ведомства по 1-му разряду в 1910. В период с декабря 1909 года по апрель 1911 года обучался в Севастопольской авиационной школе — был в числе первых курсантов школы, окончил в первом выпуске, получив диплом № 10.
26 октября 1911 года капитан 2-го ранга Дмитриев, первый из офицеров флота, получил официальное звание военного лётчика. Летал на нескольких типах самолётов. Один из первых полярных лётчиков Российской империи. После окончания авиашколы служил командиром миноносца «Прыткий» (с 18 апреля 1911 по 1912), командиром транспорта «Бакан» (с 25 октября 1912 по 1913), командиром эскадренного миноносца «Всадник» (с 23 декабря 1913 по 1914).
Во время Первой мировой войны командовал эскадренным миноносцем «Лейтенант Ильин» (с 12 января 1915), эскадренным миноносцем «Победитель» (с 29 июня 1915 по 1916). За мужество и храбрость, проявленные при выполнении «опасных операций, имеющих большое боевое значение», награждён Георгиевским оружием. Был назначен исполняющим должность старшего помощника начальника отдела воздушного плавания Главного Управления Кораблестроения (с 21 июля 1916 по 1917) — начальником Управления морской авиации. Со своими обязанностями справлялся блестяще. Являлся председателем постоянной комиссии по испытанию и приёмке самолётов и воздушных кораблей Морского ведомства (с августа 1917).
С 1918 года находился на службе в РККФ в составе частей морской авиации под Ораниенбаумом. В феврале — сентябре 1918 года был начальником Петроградского отделения морской авиации, с сентября 1918 — начальником Управления морской авиации и воздухоплавания, с июня 1920 — председателем комиссии по ликвидации этого Управления. В 1924 флотский штурманский офицер штаба начальника Особого Практического отряда Балтийского моря. С января 1921 находился на преподавательской работе в ВВМУ им. М. В. Фрунзе: преподаватель, с апреля 1934 — старший преподаватель, с февраля 1939 — старший преподаватель кафедры специальных предметов. С ноября 1939 работает старшим преподавателем кафедры кораблевождения, с апреля 1940 — старшим преподавателем кафедры навигации, с ноября 1943 на должности старшего преподавателя кафедры навигации и навигационных приборов. С июля 1944 и до выхода в отставку (апрель 1947) работал в Баку, находился на должности старшего преподавателя кафедры навигации и навигационных приборов в Каспийском Высшем Военно-морском училище имени Сергея Мироновича Кирова.
Контр-адмирал Дмитриев 4-й Иван Николаевич скончался 28 сентября 1948 года, похоронен на кладбище на территории оливкового совхоза в посёлке Зых, ныне  Хатаинского района города Баку

### Звания
- 25 сентября 1896 высочайшим приказом по морскому ведомству № 320 гардемарин Дмитриев 4-й Иван Николаевич был произведён в мичмана флота.
- 11 июня 1907 присваивают очередное звание — старший лейтенант;
- 6 декабря 1908 — капитан-лейтенант;
- 10 апреля 1911 присвоено звание капитан 2-го ранга;
- 6 декабря 1916 присвоено звание капитан 1-го ранга;
- 29 июля 1939 — флагман 2-го ранга[4];
- 4 июня 1940 — контр-адмирал.

### Награды

#### Награды Советского Союза
- 2 (два) Ордена Ленина;
- Орден Красного Знамени;
- Орден Трудового Красного Знамени;
- Медали[5].

#### Награды Российской Империи
- Серебряная Медаль «За поход в Китай» (1902);
- Орден Святого Станислава 3-й степени (6 декабря 1902);
- Орден Святого Станислава 2-й степени с мечами (26 сентября 1905);
- Светло-бронзовая Медаль «В память русско-японской войны» 1904—1905 (1906);
- Тёмно-бронзовая Медаль «В память похода эскадры адмирала Рожественского на Дальний Восток» (1907);
- Орден Святой Анны 2-й степени (1909);
- Золотой знак в память окончания курса Морского Корпуса (1910);
- Светло-бронзовая медаль «В память 300-летия царствования дома Романовых» (1913);
- Подарок с вензелем изображения Высочайшего Имени (6 декабря 1913);
- Орден Святого Владимира 4-й степени с бантом за 18 успешных морских кампаний (22 сентября 1914);
- Мечи к Ордену Святой Анны 2-й степени (1 июня 1915);
- Светло-бронзовая медаль «В память 200-летия морского сражения при Гангуте» (1915);
- Георгиевское оружие (23 апреля 1916);
- Мечи к Ордену Святого Владимира 4-й степени с бантом за 18 успешных морских кампаний (30 июля 1916).

#### Иностранные награды
- Французский Почётного Легиона кавалерский крест (1901);
- Японский Орден Священного Сокровища 4-й степени (1903);
- Аннамский Дракона кавалерский крест (1909);
- Итальянская Серебряная медаль «За спасение жителей Мессины 28 декабря 1908 года» (15 июня 1909)[6].

## Память
Мыс Дмитриева на Антарктиде открыт и нанесён на карту САЭ в 1958.
Отзывался о И. Н. Дмитриеве нарком ВМФ Н. Г. Кузнецов и всегда приводил его напутствие: «Коль вы избрали военно-морское училище и не стремитесь командовать кораблём, значит, ошиблись в выборе».